# Heinrich Wilhelm Schott

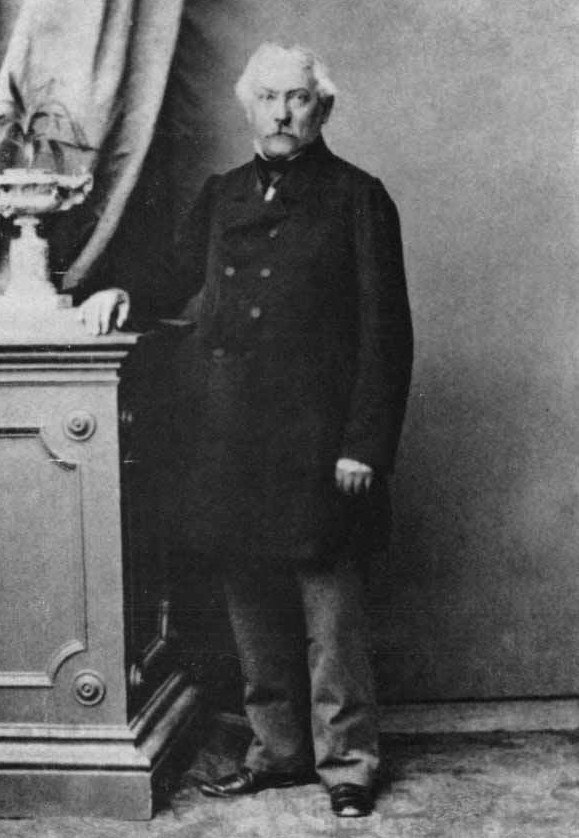
Heinrich Wilhelm Schott

Heinrich Wilhelm Schott (getauft 9. Januar 1794 in Brünn; † 5. März 1865 in Wien) war ein österreichischer Botaniker und Gärtner. Sein offizielles botanisches Autorenkürzel lautet „Schott“.

## Leben
Schott nahm zwischen 1817 und 1821 an der Österreichischen Brasilien-Expedition teil und wurde 1828 zum Hofgärtner in Wien ernannt. Ab 1845 bis zu seinem Tode fungierte Schott als Direktor der Hofgärten und der kaiserlichen Menagerie. 1852 leitete er auch die Umgestaltung des Schönbrunner Schlossparks in eine teilweise englische Anlage.
1857 wurde er zum Mitglied der Deutschen Akademie der Naturforscher Leopoldina gewählt.
Bekannt wurde Schott insbesondere durch die Erforschung der Alpenflora, wobei er den Alpengarten im Belvedere begründete. Darüber hinaus bereicherte er die Wiener Hofgärten durch seine Sammlungen in Brasilien.

## Ehrungen
Nach Schott wurden die Pflanzengattungen Schottariella P.C.Boyce & S.Y.Wong und Schottarum P.C.Boyce & S.Y.Wong aus der Familie der Aronstabgewächse (Araceae) benannt.

## Schriften
- Meletemata botanica (zusammen mit Stephan Ladislaus Endlicher), 1832
- Rutaceae. Fragmenta botanica, 1834
- Genera Filicum, 1834–1836
- Analecta botanica (zusammen mit Carl Frederik Nyman und Karl Georg Theodor Kotschy), 1854
- Synopsis Aroidearum, 1856
- Aroideae, 1853–1857
- Icones Aroidearum, 1857
- Genera Aroidearum exposita, 1858
- Prodromus systematis Aroidearum, 1860